# تشاو تو
تشاو تو هو مؤسس مملكة «نانياو» ((بالصينية: 南越; البينيين: Nányuè; يتبنغ: Nām⁴yūd⁶))؛ . وهو قائدٌ عسكري صيني حصل على الاستقلال نتيجة سقوط أسرة (تشين) الحاكمة، وشملت مملكة نانياو شمال فيتنام وأجزاء من جنوب الصين، وأسس (تشاو تو) العاصمة في مدينة «بان يو» المعروفة بمدينة «قوانغتشو» الآن في الصين، وضمت دائرة حكمه كلاً من "الهان" وسكان «باي يو» الأصليين، وقد كان مناصرًا لفكرة المصاهرة (الزواج بين أعراق مختلفة) والاندماج بين الشعوب، ويُشار إليه في اللغة الفيتنامية باسم (Triệu Đà) «تريو دا» أو «تشاو تو»، كما يُشار للأسرة الحاكمة التي أنشأها باسم (أسرة تريو) ((بالصينية: 赵朝))، وفي التاريخ الفيتنامي الشفهي، يُعد تشاو تو واحدًا من الأباطرة الذين حكموا فيتنام، إلا أنَّ المؤرخين الفيتناميين الجدد يعتبرونه غازيًا أجنبيًا قام باحتلال فيتنام عام 207 قبل الميلاد.

## حياته

### فترة الطفولة
وُلِدَ (تشاو) حوالي عام 230 قبل الميلاد في مقاطعة «تشنغدينغ» التي تقع في المحافظة المعروفة حاليًا بـ«خبي» في شمال الصين، وكان هذا الإقليم وقتذاك جزءًا من ولاية «تشاو»، حيث هُزِمت ولاية (تشاو) واستولت عليها ولاية (تشين) في عام 222 قبل الميلاد وأصبح (تشاو تو) مواطنًا تابعًا لولاية (تشين)، وفي سنواتٍ لاحقة انضم (تشاو) إلى قوات (تشين) الاستطلاعية التي تم إرسالها إلى الجنوب، وتروي الأساطير الفيتنامية أنه في عام 206 قبل الميلاد قام (تشاو تو) بهزيمة مملكة «أو لاك» (Au Lac) التابعة للملك (آن دونج فونج) (An Dương Vương)، وقام بدمجها مع مقاطعتي «قوانغدونغ» و«قوانغشي» الواقعتين تحت خلافته خلال حكم أسرة (تشين).

### تأسيس مملكة نانياو
مع سقوط أسرة (تشين) الحاكمة، سيطر (تشاو) على المناطق المعروفة حاليًا بأسماء «قوانغدونغ» و«قوانغشي»، وشرع (تشاو تو) في بناء سلطانه ومملكته، حيث ساعدته تحالفاته مع نبلاء وشيوخ قبائل «اليو» المحلية على ذلك بشكلٍ جزئي، وبعد ذلك نَصَّبَ (تشاو تو) نفسه إمبراطورًا على مملكة «نانياو» («وتعني جنوب يو») وأسس عاصمتها في منطقة «بان يو» ((بالصينية: 番禺; يتبنغ: Pun¹yü⁴)) والمعروفة الآن باسم «قوانغتشو».
غير أن المملكة لم تنعم بالسـلام، فعلى حدودها الشمالية تقع ولاية تشانغشا التي امتدت خصومتها معهم لسنواتٍ عدة، وفي الشرق تقع مملكة مين يو المعروفة بشغفها بالحروب، وفي الغرب لم تتبع «يي» (Yi) الواقعة في الجنوب الغربي الأساليب «الهانية» (نسبةً إلى مملكة هان)، هذا بالإضافة إلى أنَّ الأوضاع داخل المملكة نفسها لم تكن مستقرة نظرًا لوجود قبائل أوو الغربية ((بالصينية: 西甌; البينيين: Xīōu)) ولاك فيت ((بالصينية: 駱越; البينيين: Luòyuè)) التي لم تذعن لحكم تشاو بسهولة، إلا أن التهديد الأكبر على المملكة كان ذلك الذي شكلته أسرة (هان) الحاكمة التي طَمِعَت في الاستيلاء على «نانياو».

### من الاضطرابات إلى الاستقرار والسلام
في عام 196 قبل الميلاد، أرسلت مملكة «هان» مبعوثًا إلى (تشاو تو) أعطاه ختمًا ملكيًا يتضمن اعترافهم به إمبراطورًا على مملكة «نانياو»، وبهذه المناسبة، جَلَسَ (تشاو تو) في وضع القرفصاء وربط شعره إلى أعلى على شكل كعكة وذلك على طريقة ملوك «اليو». في السنوات الأولى من حكمه، أعطى الإمبراطور (قاو تسو) من هان ولاية ثلاث مقاطعات (郡) إلى (وو روي) أمير «تشانغشا»، وقام بتعيين (ياو وو يو) نبيل «هاي يانغ» (海陽侯徭無餘) و (تشي) أمير «نانهاي» (南海王織)، كما قام الإمبراطور (قاو تسو) بوضع جيشٍ في ولاية «تشانغشا» لمراقبة التحركات داخل مملكة «نانياو»، الأمر الذي دفع (تشاو تو) إلى القلق من هذا الوضع، كما استفاد (تشاو تو) من التجارة مع مملكة «هان» واستورد بضائع بكميات كبيرة من السهول المركزية، كما كان يقوم بدفع جزية للسلطة المركزية، وبعد وفاة (قاو تسو)، تولى الحكم بعده نجله الإمبراطور (هوي) من هان (汉惠帝)، واحترم الإمبراطور الجديد المعاهدة التي أبرمها والده مع (تشاو تو).

### الإمبراطورة (لوو) وتصاعد حدة التوترات
بعد سبع سنوات من حكم الإمبراطور هوي، تصاعد سلطان والدته الإمبراطورة (لوو تشي)، ففي البداية استمرت الأمور على طبيعتها، إلا أن الإمبراطورة في عام 183 قبل الميلاد أعلنت فجأةً حذر تصدير البضائع «الهانية» إلى أراضي «نانياو»، بما في ذلك البضائع الهامة مثل الأدوات الحديدية والأحصنة، ويرجع السبب في ذلك إلى (وو روي) أمير «تشانغشا»، حيث كان الأمير الوحيد في مملكة «هان» الذي لا ينتمي إلى سلالة (ليو)، وكان من المقربين إلى الإمبراطورة (لوو) [حيث قام (قو تسو) بعزل جميع الأمراء الذين لا ينتمون لسلالة (ليو) فيما عدا (وو روي) نظرًا لعدم قوة ولايته، إلا أنَّ الإمبراطورة كانت ترغب في تعيين أمراء من أسرة (لوو)]، وقد ترك هذا الحصار أثرًا عظيمًا على اقتصاد «نانياو»؛ وذلك لاحتياجها إلى أدوات الحرث الحديدية، مما أثار حنق الشعب على هذا الحصار.
أدرك (تشاو تو) أن هذه لا بد وأن تكون مكيدة دبرها أمير «تشانغشا»، كما أدرك مدى قوة أسرة «هان»، لذلك بعث برسلٍ إلى العاصمة الصينية آنذاك «تشانغ آن» مطالبًا بفض الحصار، إلا أن (وو روي) أمير «تشانغشا» قام بأسر الرسل في «تشانغ آن»، ولم يتوقف (روي) عند هذا الحد، حيث بدأ يروي أشياءً سيئة عن (تشاو تو)، الأمر الذي جعل الإمبراطورة (لوو) في قمة غضبها، فقامت بقتل أقارب (تشاو تو) في السهول المركزية ودمرت مقبرة أجداده (في العصور القديمة كان تحطيم المقابر شيئًا في غاية الجدية والخطورة)، فأيقن (تشاو تو) أن الحل السياسي لن يؤتِ ثماره في هذا الوضع.
لذلك قام (تشاو تو) بإعلان نفسه الإمبراطور (وو) إمبراطور «نانياو» ((بالصينية: 南越武帝; يتبنغ: Nām⁴yūd⁶ Mou⁵-Dei³)) في عام 183 قبل الميلاد، وخاض صراعًا طويلاً مع (وو روي) أمير «تشانغشا»، وعليه قام بالاستيلاء على إمارة «تشانغشا» في الشمال، بعد ذلك أصدرت الإمبراطورة أمرًا بشن هجوم على «نانياو»، إلا أنَّ معظم جنود الجيش لقوا حتفهم بسبب المرض ولم يستطيعوا الزحف إلى «نانياو» بنجاح، ولكن الصراع العسكري لم ينتهِ إلا بعد وفاة الإمبراطورة (لوو). وقام الإمبراطور المنتصر تشاو تو بتوسيع حدود مملكته بالاستيلاء على المدن المتاخمة لحدودها، كما قام بإنشاء علاقات مع كلٍ من مملكة «مين يو» و«أوو الغربية» و«لوو يوو» والمعروفة أيضًا باسم «لاك فيت»، إلا أن هذه الحرب دمرت العلاقات التجارية بين «نانياو» و«السهول المركزية» بشكلٍ كاملٍ.

### العودة إلى التبعية ووفاة الإمبراطور
في عام 179 قبل الميلاد، وَرِثَ الإمبراطور (وين) من هان عرش المملكة، وقام الإمبراطور الجديد بإلغاء بعض العقوبات القاسية التي فرضتها أسرة (تشين)، فانتهز (تشاو تو) هذه الفرصة وعرض على الإمبراطور الجديد أن يعقد السلام مع مملكة «هان» إذا قام الإمبراطور بإزالة جميع الجنرالات من «تشانغشا» وأن يستعيد أقاربه الموجودين في «تشنغدينغ»، فاتخذ الإمبراطور إجراءاتٍ مباشرة، حيث قام بإصلاح مقبرة أجداد (تشاو تو)، ووجد أحد أفراد عائلة (تشاو) كان قد نجى بحياته، وسحب الجيش «الهاني» من «تشانغشا»، وبناءً على ذلك تخلى (تشاو تو) عن لقب الإمبراطور، وأصبحت «نانياو» ولاية تابعة لمملكة «هان» مرة أخرى، إلا أن هذه التغيرات كانت إجراءات شكلية، حيث احتفظ (تشاو تو) باستقلال مملكته ولقب الإمبراطور في جميع أنحاء «نانياو» حتى وفاته عام 137 قبل الميلاد عن عمر يناهز الثالثة والتسعين.